# ماديسون برينجل
ماديسون برينجل (بالإنجليزية: Madison Brengle)‏ مواليد 3 أبريل 1990 في دوفر، ديلاوير، الولايات المتحدة. هي لاعبة كرة مضرب أمريكية محترفة.

## روابط خارجية
- ماديسون برينجل على موقع رابطة محترفات التنس (الإنجليزية)
- ماديسون برينجل على موقع الاتحاد الدولي لكرة المضرب (الإنجليزية)
- ماديسون برينجل على موقع كأس بيلي جين كينغ (الإنجليزية)
- ماديسون برينجل على موقع بطولة ويمبلدون (الإنجليزية)
- ماديسون برينجل على موقع خلاصة التنس.كوم (الإنجليزية)
- ماديسون برينجل على موقع إي إس بي إن.كوم (الإنجليزية)